# 厄伽陀
厄伽陀（？—1767年），又譯埃甲他，即博龍拉乍三世，又名頌德·帕·提南·素里亞·阿瑪林，泰國阿瑜陀耶王朝第33代國王也是最後一代國王，1758年至1767年在位。「厄伽陀」在泰語中是「獨眼者」的意思。厄伽陀由於患有麻風病，又被稱為「癬王」。越南史料稱其為瘋王。
厄伽陀是國王波隆摩閣之子。他的兄長探瑪提貝於1732年被波隆摩閣任命為副王。但探瑪提貝與波隆摩閣的妾通姦，厄伽陀將此事告知父親，1746年探瑪提貝遭到杖殺處決。探瑪提貝死後，厄伽陀成為了第一順位繼承人，本應成為副王，但波隆摩閣認為厄伽陀沒有統治國家的能力，沒有任命厄伽陀，而是任命烏通蓬擔任副王。
1758年，波隆摩閣逝世，烏通蓬繼位。厄伽陀被送入寺院出家，但兩個月以後厄伽陀起兵叛亂，在素里亚阿玛林大殿（พระที่นั่งสุริยาสน์อมรินทร์）即位。烏通蓬被迫退位並出家。
厄伽陀在位期間，大量修建宮殿並沉溺於酒色之中，阿瑜陀耶王朝國力日削。1760年，緬甸國王雍笈牙率軍入侵阿瑜陀耶王朝。厄伽陀被迫任命烏通蓬為將軍抵禦緬甸的進攻。不久雍笈牙逝世，阿瑜陀耶王朝得以繼續倖存7年。
1766年，緬甸軍隊由瑪哈·瑙亞塔和內苗·希哈巴迪率領，征服了蘭納和寮國，隨後包圍了阿瑜陀耶王朝的首都阿瑜陀耶。厄伽陀在叻武里府和吞武里組織軍隊反擊，但被緬甸擊敗。厄伽陀見大勢已去，秘密逃離了首都。1767年4月7日，阿瑜陀耶被緬甸軍隊攻陷並焚毀，阿瑜陀耶王朝滅亡。
厄伽陀在今大城府的那空鑾縣隱匿了十餘天，最終因沒有糧食而餓死。
達府副府尹鄭昭趁着清缅战争爆发而缅甸阿瑜陀耶驻军大部被迫回国抵抗清军之机起兵反對緬甸的統治，驅逐了緬甸軍隊，並建立了吞武里王朝。
| 前任： 烏通蓬 | 泰国国王 | 继任： 鄭昭 |